# بخش ترلبوری
بخش ترلبوری (به سوئدی: Trelleborgs kommun) یک ناحیه شهری در سوئد است که در Malmöhus County واقع شده‌است.